# Джексонвілл (Техас)
Джексонвілл (англ. Jacksonville) — місто (англ. city) в США, в окрузі Черокі штату Техас. Населення — 13 997 осіб (2020).

## Географія
Джексонвілл розташований за координатами 31°57′54″ пн. ш. 95°15′43″ зх. д. / 31.96500° пн. ш. 95.26194° зх. д. (31.965069, -95.262078).  За даними Бюро перепису населення США в 2010 році місто мало площу 36,89 км², з яких 36,88 км² — суходіл та 0,02 км² — водойми.

## Демографія
Згідно з переписом 2010 року, у місті мешкали 14 544 особи в 4952 домогосподарствах у складі 3382 родин. Густота населення становила 394 особи/км².  Було 5593 помешкання (152/км²).
Расовий склад населення:
| - 52,8 % — білих - 22,4 % — чорних або афроамериканців - 0,9 % — азіатів - 0,8 % — корінних американців - 20,7 % — осіб інших рас |

До двох чи більше рас належало 2,4 %. Частка іспаномовних становила 34,3 % від усіх жителів.
За віковим діапазоном населення розподілялося таким чином: 29,6 % — особи молодші 18 років, 56,6 % — особи у віці 18—64 років, 13,8 % — особи у віці 65 років та старші. Медіана віку мешканця становила 31,0 року. На 100 осіб жіночої статі у місті припадало 95,1 чоловіків;  на 100 жінок у віці від 18 років та старших — 90,5 чоловіків також старших 18 років.
Середній дохід на одне домашнє господарство  становив 41 993 долари США (медіана — 29 453), а середній дохід на одну сім'ю — 45 568 доларів (медіана — 32 871). Медіана доходів становила 31 406 доларів для чоловіків та 27 267 доларів для жінок. За межею бідності перебувало 36,9 % осіб, у тому числі 54,2 % дітей у віці до 18 років та 13,5 % осіб у віці 65 років та старших.
Цивільне працевлаштоване населення становило 5583 особи. Основні галузі зайнятості: освіта, охорона здоров'я та соціальна допомога — 28,0 %, виробництво — 12,5 %, роздрібна торгівля — 12,1 %.